# 多默·德·貝蘭加
多默·德·貝蘭加（西班牙語：Tomás de Berlanga，1487年—1551年8月8日）是第4任巴拿馬主教

## 生平
貝蘭加出生於西班牙索里亞省杜羅河畔貝爾蘭加。1534年2月11日，教宗克勉七世任命他為巴拿馬主教。1534年5月17日，他被科里亞主教方濟各·門多薩·德·博巴迪拉祝聖為主教。帕倫西亞主教方濟各·門多薩擔任共同祝聖人，方濟各·德·納瓦拉·瓦爾德神父協助祝聖。
1535年，他乘船前往秘魯，以解決法蘭西斯科·皮薩羅和迪亞哥·德·阿馬格羅之間關於征服印加帝國後領土劃分的爭端。1535年3月10日，意外發現加拉巴哥群島，並向神聖羅馬帝國皇帝兼西班牙國王查理五世講述這次探險和發現。1537年，貝蘭加辭去主教職務。
貝蘭加從美洲返回杜羅河畔貝爾蘭加時，帶來一條來自巴拿馬查格雷斯河的凱門鱷。這隻凱門鱷身長3公尺。目前，它被陳列在杜羅河畔貝蘭加的聖母市場展覽館（Colegiata de Nuestra Señora del Mercado）。

## 外部連結
- Cheney, David M. . Catholic-Hierarchy.org.   [March 25, 2018]. （原始内容存档于2018-10-20）. (for Chronology of Bishops) [self-published]
- Chow, Gabriel. . GCatholic.org.   [March 25, 2018]. （原始内容存档于2023-05-18）. (for Chronology of Bishops) [self-published]
- Varon Gabai, Rafael. . University of Oklahoma Press. 1997: 54–61. ISBN 080612833X.

| 天主教會職銜              | 天主教會職銜             | 天主教會職銜            |
| ------------------------- | ------------------------ | ----------------------- |
| 前任： 文森特·德·巴爾韋德 | 巴拿馬主教 1534年—1537年 | 繼任： 巴勃羅·德·托雷斯 |